# Bulbophyllum aureoapex
Bulbophyllum aureoapex là một loài phong lan thuộc chi Bulbophyllum.